# Trinity (Jersey)
Trinity (jèrriais La Trinneté, fr. La Trinité) – okręg (parish) na wyspie Jersey, jednej z Wysp Normandzkich. Okręg Trinity leży w północnej części wyspy. W parish-u znajduje się najwyższe wzniesienie wyspy – Les Platons. 